# Victor Gilsoul
Victor Gilsoul, né à Bruxelles le 9 octobre 1867 et mort à Woluwe-Saint-Lambert le 5 décembre 1939 est un peintre et aquafortiste impressionniste belge.

## Biographie
Victor Olivier Gilsoul, né à Bruxelles le 9 octobre 1867, est le fils de Léopold Gilsoul, cafetier, et de Thérèse Briers. En 1894, il épouse l'artiste-peintre belge Ketty Hoppe, fille d'un graveur en médailles, qui lui donne un enfant.
Sa prédisposition pour le dessin se révèle très précocement. Il se forme à l'Académie de Bruxelles et à l'Académie d'Anvers et y obtient un prix du paysage à 15 ans. Il reçoit ensuite les conseils du le peintre de la mer du Nord Louis Artan de Saint-Martin et de Franz Courtens. En 1884, il présente à 17 ans son premier tableau Moulin à Waesmunster au salon de Bruxelles. Il expose alors régulièrement à Anvers, Gand et Bruxelles. Ses succès picturaux le font remarquer par le roi Léopold II qui lui commande en 1900 13 panneaux décoratifs représentant les paysages pittoresques de la Belgique pour la salle a manger du yacht « Alberta ». En 1904, la ville de Bruxelles lui commande 4 tableaux pour fixer la physionomie du canal de Willebroeck avant que celui-ci ne se modifie.
S'étant installé à Nieuport, il en représente à de nombreuses reprises la mer, les bateaux, la campagne et les canaux environnants. Il se rend ensuite en Hollande à Scheveningen, Dordrecht et Rotterdam où il cherche ses principaux sujets tels que les vieilles villes, les façades patinées et les toits à pignon qui se mirent dans les canaux.
De 1910 à 1923, il se fixe successivement dans différentes localités françaises. Il y peint les paysages de l'Île de France et de la Bretagne. Une partie de son œuvre est en particulier consacrée à Versailles dont il a reproduit les perspectives aristocratiques du parc jalonnées de statues et de pièces d'eau.
Étant revenu pour peu de temps en Belgique au début de la Première Guerre mondiale, il la fuit après son invasion par l'armée allemande en 1914. Il se réfugie en Hollande puis retourne en France. En 1924, il revient en Belgique et s'installe à Anvers jusqu'en 1930. Pendant cette période, il est professeur à l'Institut supérieur des Beaux-Arts d'Anvers.     
En 1933, il aménage son atelier à Woluwe-Saint-Lambert dans la région Bruxelloise.   
Ses œuvres ont été acquises par les musées de Belgique (Namur, Anvers, Gand, Ostende, Mons, Bruges, Louvain, Bruxelles) et par les musées internationaux (Barcelone, Bucarest, Luxembourg, Paris, Dordrecht, Brighton, Krefeld, Buenos Aires, etc.). Il signait ses œuvres sous les noms de Victor Gilson, Victor Olivier Gils et Victor-Olivier Gils.  
Il décède à Woluwe-Saint-Lambert le 5 décembre 1939 peu de temps après la mort de son épouse et est inhumé au cimetière de Woluwe-Saint-Lambert.

## Style pictural
Peintre paysagiste par excellence, il adopte au départ la technique picturale flamande traditionnelle dans un style romantico-réaliste avec l'atmosphère humide et sombre des petites villes au bord des canaux aux eaux dormantes. Après un séjour à Paris, il se familiarise avec la palette claire des impressionnistes français.

## Hommages et distinctions
En juillet 1897, il remporte une 2e médaille d'or à l'Exposition internationale des beaux-arts de Munich.
En 1900, il reçoit la médaille d’argent à l’Exposition universelle de 1900 à Paris.
La commune bruxelloise de Woluwe-Saint-Lambert a donné son nom à l'« Avenue Victor Gilsoul » et au « Clos Victor Gilsoul ». La commune de Nieuport a fait de même avec la « Victor Gilsoulweg ».
Un médaillon œuvre du sculpteur Constantin Meunier orne sa sépulture au cimetière de Woluwe-Saint-Pierre.
Les distinctions suivantes lui ont été attribuées :
- Commandeur de l'ordre de Léopold ;
- Officier de la Légion d'honneur[5].

## Œuvres
- L’Éclusier à Nieuport, huile sur toile ;
- Le Bateau de pêche, huile sur toile ;
- Orage au-dessus de Nieuport, huile sur toile ;
- Soir de Novembre à Dordrecht, huile sur toile, musées royaux des Beaux-Arts de Bruxelles, 1896 ;
- Accalmie sur le chenal, huile sur toile, musées royaux des Beaux-Arts de Bruxelles, 1898 ;
- Ascension de la jetée, huile sur toile ;
- Paysage de la côte flamande, acquis par le roi Léopold II, 1900.
- Vent calme dans le chenal, huile sur toile ;
- Cité flamande sous la neige, huile sur toile, Salon de Bruxelles de 1910[6] ;
- Un Quai à Bruges au soir tombant, huile sur toile, musée d'Orsay, 1922
- Université libre de Bruxelles, rue des Sols, huile sur toile, Université libre de Bruxelles - Archives, patrimoine, réserve précieuse, 1930.